# Kaspar Hebblewhite
Kaspar Hebblewhite (3 de julio de 1983) es un deportista australiano que compitió en remo. Ganó una medalla de bronce en el Campeonato Mundial de Remo de 2004, en la prueba de ocho con timonel ligero.

## Palmarés internacional
| Campeonato Mundial | Campeonato Mundial | Campeonato Mundial | Campeonato Mundial      |
| Año                | Lugar              | Medalla            | Prueba                  |
| ------------------ | ------------------ | ------------------ | ----------------------- |
| 2004               | Bañolas (España)   | Medalla de bronce  | Ocho con timonel ligero |